# Amrullah Saleh
Amrullah Saleh (Panjshir, 15 ottobre 1972) è un politico afghano, vicepresidente dell’Afghanistan dal 2020 al 2021 ed autoproclamatosi presidente ad interim della Repubblica Islamica dell'Afghanistan dal 17 agosto 2021. In esilio in Tagikistan, egli continua a supportare la resistenza anti-talebana, nonostante non abbia ricevuto alcun sostegno internazionale per la sua presidenza.

## Biografia
È stato Primo Vicepresidente dell'Afghanistan, nell'amministrazione di Ashraf Ghani, fino al 15 agosto 2021. È uno dei leader della seconda resistenza anti-talebana insieme ad Ahmad Massoud.